# Chaetonotus neptuni
Chaetonotus neptuni is een buikharige uit de familie Chaetonotidae. De wetenschappelijke naam van de soort werd in 1954 voor het eerst geldig gepubliceerd door Wilke. De soort wordt in het ondergeslacht Schizochaetonotus geplaatst.